# Tunele we Wrocławiu
Tunele we Wrocławiu – grupa budowli inżynierskich przeznaczona do bezkolizyjnego przeprowadzenia ruchu drogowego, pieszego i rowerowego, pod inną drogą (tunele i przejścia dla pieszych) zlokalizowana w obrębie administracyjnych granic miasta.
We Wrocławiu od 1978 roku znajdują się dwa tunele drogowe, które w ramach jednego szlaku (Trasa W-Z) prowadzą ruch w dwóch przeciwnych kierunkach. Pozostałe tunele to podziemne przejścia dla pieszych, przy czym część z nich posiada także wydzieloną drogę dla rowerów. W części tych budowli, oprócz podstawowej infrastruktury związanej z pierwotnym ich przeznaczeniem – funkcji komunikacyjnej – powstała dodatkowa infrastruktura umożliwiająca realizację dodatkowego przeznaczenia użytkowego, jak np. szalety miejskie, powierzchnie (pomieszczenia, lokale) handlowe i usługowe, techniczne itp. (np. Brama Mikołajska, przejście w ulicy Świdnickiej i inne).
| tunel | droga           | rok budowy | długość | szerokość | konstrukcja                                                     | pod drogą | fotografia |
| --- | --------------- | ---------- | ------- | --------- | --------------------------------------------------------------- | --- | ---------- |
| Przejście podziemne ul. J. Bajana                                                                           | piesza          | 1993       | 16      | 10        | belki sprężone, strunobeton                                     | ulica J. Bajana                                                                                              |            |
| Przejście podziemne Brama Oławska                                                                           | piesza          | 1978       | 76      | 10        | dźwigary walcowane NP500 zespolone monolityczną płytą żelbetową | Trasa W-Z (ul. Oławska)                                                                                      |            |
| Przejście podziemne Słodowe                                                                                 | piesza          | 1978       | 70      | 8         | dźwigary stalowe w stropie żelbetowym                           | ul. Oławska (Ulica P. Skargi) (wcześniej: Przejście podziemne południowe na pl. Dominikańskim)               |            |
| Przejście podziemne Winogronowe                                                                             | piesza          | 1978       | 90      | 6,1       | dźwigary stalowe w stropie żelbetowym                           | ul. Oławska (ul. bł. Czesława) (wcześniej: Przejście podziemne północne na pl. Dominikańskim)                |            |
| Przejście podziemne pod al. Jana III Sobieskiego                                                            | piesza          | 1975       | 29      | 5         | żelbetowa rama zamknięta monolitycznie                          | al. Jana III Sobieskiego                                                                                     |            |
| Przejście podziemne Młodych Techników                                                                       | piesza          | 1991       | 45      | 10        | żelbetowa, płytowa                                              | ul. Legnicka                                                                                                 |            |
| Przejście podziemne w al. Paderewskiego                                                                     | piesza          | 1945       | 20      | 5         | żelbetowa, płytowa                                              | al. Paderewskiego (tory tramwajowe)                                                                          |            |
| Przejście podziemne Plac Strzegomski                                                                        | piesza          | 1991       | 288     | 10        | żelbetowa, płytowa                                              | pl. Strzegomski                                                                                              |            |
| Przejście podziemne pod pl. Jana Pawła II                                                                   | piesza          | 1979       | 361     | 16        | żelbetowa, płytowa                                              | pl. Jana Pawła II (ul. Podwale, ul. Legnicka) (dawniej pl. 1 Maja)                                           |            |
| Przejście podziemne nr 2 pl. Społeczny                                                                      | piesza-rowerowa | 1994       | 51      | 16        | żelbetowa, płytowa                                              | pl. Społeczny                                                                                                |            |
| Przejście podziemne nr 3 pl. Społeczny                                                                      | piesza-rowerowa | 1996       | 58      | 7         | żelbetowa, płytowa                                              | pl. Społeczny                                                                                                |            |
| Przejście podziemne nr 4 pl. Społeczny                                                                      | piesza-rowerowa | 1996       | 58,85   | 6,3       | żelbetowa, płytowa                                              | pl. Społeczny                                                                                                |            |
| Przejście podziemne w ul. Świdnickiej                                                                       | piesza          | 1975       | 30      | 8         | dźwigary stalowe połączone z płytą pomostową                    | Trasa W-Z (ul. Kazimierza Wielkiego)                                                                         |            |
| Przejście podziemne im. Ronalda Reagana                                                                     | piesza          | 2007/2008  | 108,36  | 11,8      | żelbetowa                                                       | pl. Grunwaldzki                                                                                              |            |
| Tunel samochodowy południowy                                                                                | kołowa          | 1978       | 273,5   | 8,2       | stalowe dźwigary walcowane zespolone płytą żelbetową            | od ul. Kazimierza Wielkiego do ul. Oławskiej (wcześniej: Tunel samochodowy południowy pod pl. Dominikańskim) |            |
| Tunel samochodowy północny                                                                                  | kołowa          | 1978       | 287     | 8,2       | stalowe dźwigary walcowane zespolone płytą żelbetową            | od ul. Kazimierza Wielkiego do ul. Oławskiej (wcześniej: Tunel samochodowy północny pod pl. Dominikańskim)   |            |
| Tunel pieszo-rowerowy pod łącznikiem al. Armii Krajowej z ul. Krakowską                                     | pieszo-rowerowa | 2007/2008  | 28,2    | 6,6       | żelbetowa                                                       | łącznik al. Armii Krajowej z ul. Krakowską (DK94)                                                            |            |
| Tunel pieszo-rowerowy w nasypie kolejowym w ul. Borowskiej                                                  | pieszo-rowerowa | 2007/2008  | 18,9    | 3,2       | żelbetowa                                                       | Linia kolejowa nr 349 i inne                                                                                 |            |
| Tunel pieszo-rowerowy pod ul. Stefana Drzewieckiego                                                         | pieszo-rowerowa | 1990       |         |           | żelbetowa                                                       | ul. Stefana Drzewieckiego                                                                                    |            |
| Tunel pieszo-rowerowy pod ul. Eugeniusza Horbaczewskiego                                                    | pieszo-rowerowa | 1990       |         |           | żelbetowa                                                       | ul. Eugeniusza Horbaczewskiego                                                                               |            |
| Tunel pieszo-rowerowy pod łącznikiem od al. Jana III Sobieskiego do ul. gen. Tadeusza Bora-Komorowsiego     | pieszo-rowerowa | 2011       | 14,38   | 5,8       | żelbetowa                                                       | łącznik od al. Jana III Sobieskiego do ul. gen. Tadeusza Bora-Komorowsiego                                   |            |
| Tunel pieszo-rowerowy przy ul. Ćwiczebnej pod ul. Jana Nowaka-Jeziorańskiego                                | pieszo-rowerowa | 2011       | 46,37   | 9         | żelbetowa                                                       | ul. Jana Nowaka-Jeziorańskiego                                                                               |            |
| Tunel pieszo-rowerowy przy ul. Jarocińskiej pod ul. Jana Nowaka-Jeziorańskiego                              | pieszo-rowerowa | 2011       | 43,3    | 6         | żelbetowa                                                       | ul. Jana Nowaka-Jeziorańskiego                                                                               |            |
| Tunel pieszo-rowerowy przy Moście Milenijnym pod ul. Jana Nowaka-Jeziorańskiego                             | pieszo-rowerowa | 2011       | 50,9    | 6         | żelbetowa                                                       | ul. Jana Nowaka-Jeziorańskiego                                                                               |            |
| Tunel pieszo-rowerowy przy ul. Ślazowej pod ul. Jana Nowaka-Jeziorańskiego                                  | pieszo-rowerowa | 2011       | 32,28   | 8         | żelbetowa                                                       | ul. Jana Nowaka-Jeziorańskiego                                                                               |            |
| Tunel pieszo-rowerowy południowy przy ul. Kosmonautów od strony Węzła Przesiadkowego – łącznik al. Śląskiej | pieszo-rowerowa | 2012       | 7,2     | 10,7      | żelbetowa                                                       | ul. Kosmonautów                                                                                              |            |
| Tunel pieszo-rowerowy północny przy pod łącznikiem z ul. Lotniczą                                           | pieszo-rowerowa | 2012       | 7,2     | 10,7      | żelbetowa                                                       | łącznik z ul. Lotniczą                                                                                       |            |
| Tunel pieszo-rowerowy w ul. Nadrzecznej                                                                     | pieszo-rowerowa | 2012       | 9,28    | 9,02      | żelbetowa                                                       | ul. Nadrzeczna                                                                                               |            |
| Tunel samochodowy                                                                                           | kołowa          |            | 92      |           |                                                                 | ul. Zamkowa                                                                                                  |            |

Oprócz wyżej wymienionych tuneli związanych z komunikacją drogową, pozostających pod zarządem odpowiednich jednostek samorządu Wrocławia, w obrębie miasta znajdują się także tunele związane z komunikacją kolejową. Tunele te, stanowiące ciągi komunikacyjne dla pieszych, w większości zlokalizowane są jako dojścia do peronów na dworcach i stacjach kolejowych (np. Wrocław Główny, Wrocław Mikołajów, Wrocław Nadodrze i inne), choć istnieją także inne podziemne budowle komunikacyjne (np. przejście podziemne pod linią kolejową w rejonie ulicy Fabrycznej). Dojście do peronów tunelem jest także możliwe na dworcu autobusowym przy ulicy Suchej (rozebrane podczas budowy galerii Wroclavia).